# چکاوک (مجموعه تلویزیونی)
چکاوک (به ترکی استانبولی Çalıkuşu)، عنوان مجموعهٔ تلویزیونی درام ساخت کشور ترکیه در سال ۲۰۱۳ است.این مجموعه از رمان مشهور نویسنده ترکیه ای رشاد نوری گونتکین با همین نام اقتباس شده است

## داستان
سریال برگرفته از رمان به همین نام در مورد یک دختر یتیم به نام ”فریده” است که پدر و مادرش را از دست داده و تنها مرد زندگی‌اش پسرخاله اش به نام ”کامران” است.

## بازیگران
| بازیگر           | نقش    |
| ---------------- | ------ |
| فحریه اوجن       | فریده  |
| بوراک اوزچویت    | کامران |
| بگوم کوتوک       | نریمان |
| هانده سورال      | آزلیا  |
| ابرو حلواچی اغلو | نجمیه  |
| دنیز جلی اغلو    | سلیم   |
| هانده ارچل       | زاهده  |
| الیف اسکندر      | بسیمه  |

## پخش بین‌المللی
| کشور     | شبکه                   | تاریخ                        | ساعت  |
| -------- | ---------------------- | ---------------------------- | ----- |
| قزاقستان | Казакстан Бозторгай    | ۲۰۱۷                         | –     |
| روسیه    | Домашний               | ۱۲ ژانویه ۲۰۱۴ –۲۲ ژوئن ۲۰۱۴ | ۱۹:۰۰ |
| صربستان  | Прва српска телевизија | ۲۵ ژانویه ۲۰۱۶               | ۱۹:۰۰ |
| ایران    | جم تي وي               | ۲۳ سپتامبر ۲۰۱۶              | -     |
| ترکیه    | کانال دی               | ۲۴ سپتامبر ۲۰۱۳ – ۱۷ مه ۲۰۱۴ | ۲۰:۰۰ |
| ازبکستان | Milliy Tv              | ۱۸ ژوئن ۲۰۱۸ – اکنون         | ۲۱:۰۰ |
| اوکراین  | 1+1                    | ۲۴ نوامبر                    | ۱۷:۱۰ |